# Gałowo-Majątek
Gałowo-Majątek – część wsi Gałowo w Polsce, położona w województwie wielkopolskim, w powiecie szamotulskim, w gminie Szamotuły. Wchodzi w skład sołectwa Gałowo.
W latach 1975–1998 Gałowo-Majątek administracyjnie należał do województwa poznańskiego. 
Znajduje się tutaj siedziba Przedsiębiorstwa Rolniczo-Hodowlanego "Gałopol". Jest również pałac z końca XIX wieku, otoczony parkiem. W centrum wsi znajduje się jedna z pierwszych cukrowni w Wielkopolsce, obecnie ma zmienione przeznaczenie i jest zamieszkiwana przez ludzi. Większość mieszkańców zamieszkuje bloki, które zbudowano dla pracowników dawnego Państwowego Gospodarstwa Rolnego. Obecnie dość szybko rozwija się osiedle domków jednorodzinnych, przy drodze prowadzącej do Przyborówka. Z racji tego wzrostu zabudowań, wprowadzono we wsi nazwy ulic, co ma ułatwić jej administrowanie.